# Shining Light
Shining Light – singel Annie Lennox, wydany w roku 2009.

## Ogólne informacje
Piosenkę pierwotnie wykonywał irlandzki zespół Ash. Wydał ją na singlu w 2001 roku. Annie Lennox nagrała swój cover specjalnie na kompilację The Annie Lennox Collection. Jej wersja dotarła do miejsca 39. w Wielkiej Brytanii. Teledysk miał premierę w styczniu 2009, a wyreżyserował go Phil Griffin.